# Parc national des îles Ehotilé
Le parc national des îles Ehotilé  est un parc national situé en Côte d'Ivoire, à l'est du pays, sur la lagune Aby d'Assinie et d'Adiaké .

## Description
Les îles Ehotilé ont été constituées en parc national par décret N074-1 79 du 25 avril 1974 à l'initiative des collectivités locales.

### Milieu naturel
Il s'agit d'un ensemble de six îles (Assokomonprès , Balouaté, Meha, Nyamouan, Elouamin et I'île sacrée Bosson Assoun) situées en domaine estuarien sur le littoral Est de la côte d'ivoire . Cet archipel couvre une superficie de 550 ha ,sans compter les innombrables canaux et autres bras lagunaires qui le tapissent. L'archipel des Ehotilés peut être divisé en deux parties :
- La première partie inclut les îles Assokomonobaha (ou Assoko), Balouhaté, Elouamin, Meha et Nyamouan. Ces 5 îles se trouvent dans une zone strictement estuarienne et forment avec trois autres îles un vrai delta juste avant l'embouchure du complexe lagunaire Aby[2].
- Le second volet est l'île Bosson Assoun. Il se trouve dans une zone oligo-haline, entre les lagons Ebrié et Tendo, à environ 2 km de M'braty[2].

Il a été dénombré 128 espèces d'oiseaux réparties en 35 familles. Ce sont pour la plupart, des espèces aquatiques auxquelles s'ajoutent, en saison sèche, des espèces migratrices.
Le parc abrite aussi des mammifères traditionnellement issus de la forêt (céphalophes, potamochères, etc.) mais également deux espèces qui lui confèrent son originalité :
- La chauve-souris : une importante colonie de Roussettes des palmiers, loge sur l'île Balouaté. Les populations riveraines considèrent ces animaux comme le signe de la présence des parents disparus[2].
- Le lamantin : mammifère aquatique représentatif des lagunes ivoiriennes, mais qui est menacé de disparition[2].

Les îles Ehotilé ont été classées site Ramsar en 2005.

### Milieu humain
La population riveraine du parc répartie entre 21 villages est officiellement évaluée à 32 103 habitants, soit, 32 % de la population totale du département. La pêche constitue sa principale activité. La lagune Aby est bordée par les cantons Ehotilé, Adounvlè et Essouma.De ces trois cantons, seuls les Ehotilés et les Essouma revendiquent la « paternité » des îles du parc.. Le chef-lieu du canton, siège de la chiefdom Ehotilé est Etueboué, alors qu'Assinie abrite la chiefdom Essouma.